# Jüdischer Friedhof (Thalmässing)

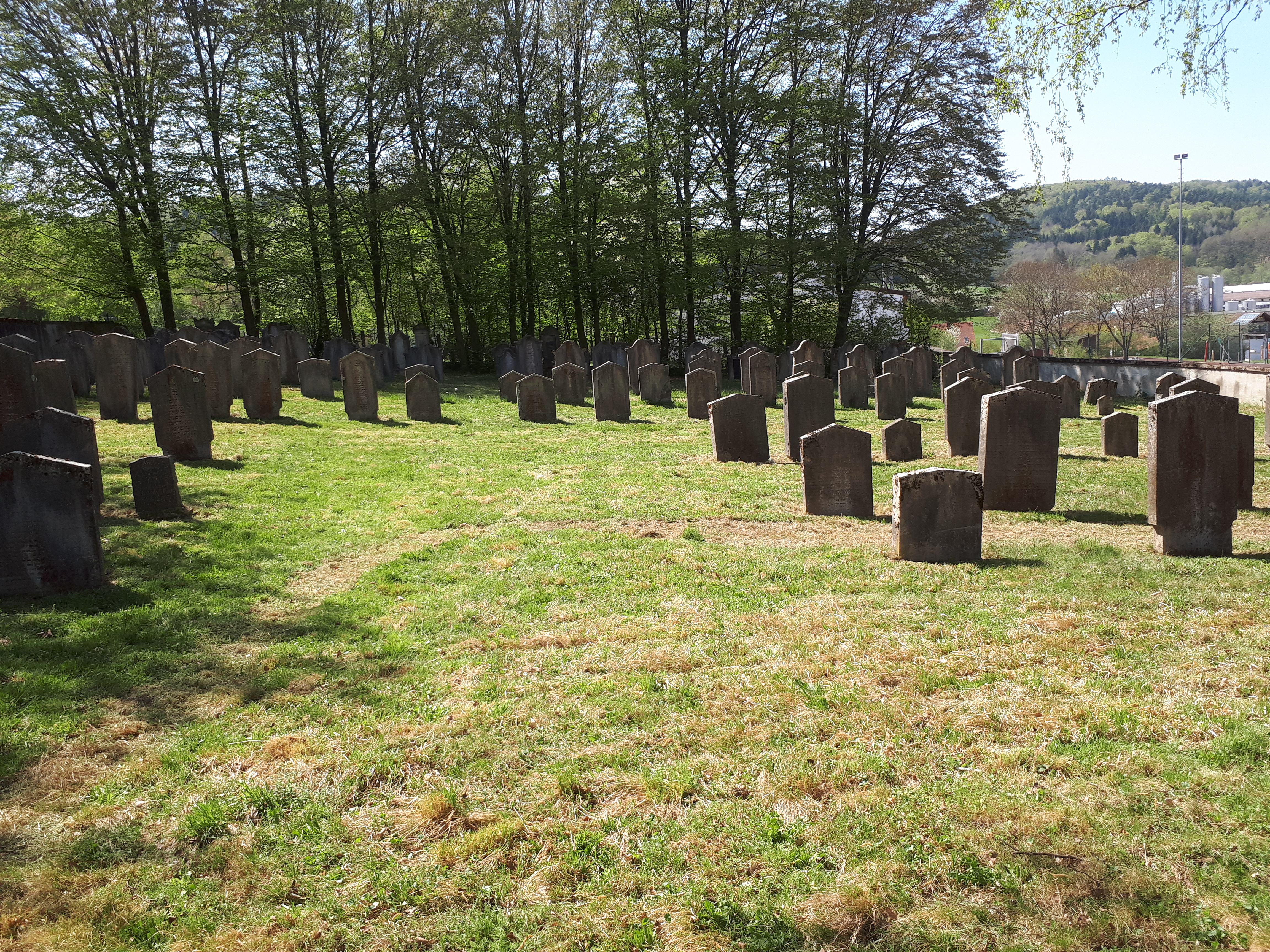
Jüdischer Friedhof in Thalmässing

Der Jüdische Friedhof Thalmässing ist eine jüdische Begräbnisstätte in Thalmässing, einem bayerischen Markt im mittelfränkischen Landkreis Roth.
Der Friedhof mit einer Fläche von 14 Ar befindet sich am Südrand des Ortes und beherbergt etwa 130 Grabsteine.

## Geschichte
Als Thalmässing noch über keinen eigenen Friedhof verfügte, wurden die verstorbenen Juden des Ortes auf dem jüdischen Friedhof von Georgensgmünd bestattet. Der jüdische Friedhof von Thalmässing wurde 1832 eingeweiht; seine Errichtung war durch Spenden der Familien Heidecker und Niedermair möglich geworden. Die erste Bestattung auf dem Friedhof war am 10. Februar 1833 die von Abraham Wallerstein.
Während der Zeit des Nationalsozialismus wurde der Friedhof geschändet, wobei Grabsteine zerstört und entfernt wurden. Bei Besetzung des Ortes im Jahr 1945 durch US-amerikanische Truppen befand sich unter den Soldaten der Nachfahre eines in Thalmässing ansässigen Juden, der ehemalige NSDAP-Mitglieder zur Wiederherstellung des Friedhofs heranzog. Die entfernten Grabsteine wurden zurückgebracht, stehen jedoch nicht mehr an ihren ursprünglichen Standorten innerhalb des Friedhofgeländes.
Im Jahr 1968 wurde das Taharahaus des Friedhofs abgerissen.